# ميخائيل راو
ميخائيل راو (بالإنجليزية: Michael Rao)‏ هو أكاديمي أمريكي، ولد في 1967 في بوسطن في الولايات المتحدة.